# Verdienter Erfinder
Verdienter Erfinder war eine staatliche Auszeichnung  der Deutschen Demokratischen Republik (DDR), welche in Form eines Ehrentitels mit Urkunde und einer tragbaren Medaille sowie einer Geldprämie verliehen wurde. 

## Verleihung
Der staatliche Ehrentitel „Verdienter Erfinder“ wurde am 19. April 1950 gestiftet. Anlass für die Verleihungen waren „…überragende Erfolge auf dem Gebiet des Rationalisierungs- und Erfindungswesens, bei der Durchsetzung des wissenschaftlich-technischen Fortschritts und damit der Steigerung der Arbeitsproduktivität“.
Die Prüfung der Berechtigung erfolgte durch das Amt für Erfindungs- und Patentwesen der DDR. Voraussetzung war, dass die Erfindung als volkswirtschaftlich bedeutsam anerkannt und vom Erfinder zur Verwendung in der Volkswirtschaft freigegeben wurde.
Neben der Medaille und der Urkunde und wurde ein Geldprämie verliehen. Deren Höhe hing von dem wirtschaftlichen Nutzen ab und konnte bis zu 200 000 Mark sein. 
Die begrenzte Anzahl der Verleihungen erfolgten jährlich am 13. Oktober durch den Ministerpräsidenten bzw. der Vorsitzenden des Ministerrates. Im Laufe der Jahrzehnte wurden immer weniger Erfinder ausgezeichnet (1950: 100 Ehrungen, 1970: 50 Ehrungen).

## Medaille zum Ehrentitel
Die Medaille zum Ehrentitel ist oval aus bronzierten Buntmetall, z. T. emailliert. Höhe 44 mm, Breite 31,5 mm. Auf der Vorderseite befinden sich Hammer, Zirkel, Ähren, sowie in der unteren Hälfte mittig der Schriftzug „VERDIENTER ERFINDER“. Auf der Rückseite befindet sich mittig eine Friedenstaube und umlaufend der Schriftzug „FRIEDEN UND WOHLSTAND AUS EIGENER KRAFT“.
Als Befestigung diente in der ersten Ausführung eine Schraube. Später wurde der Orden an einer rechteckigen, mit rotem Band bezogenen Spange (14 mm × 30 mm) getragen. In das Band ist beiderseits ein schwarz-rot-goldener Streifen eingewebt.
Die Gestaltung der Vorderseite wurde mehrfach minimal verändert. So weist zum Beispiel in der 7. Ausführung (1960‒1976) die Hammerspitze erstmals nach rechts. Der anfangs emaillierte rote Zirkel war später lackiert.